# 弗希斯堡
弗希斯堡（德語：Feusisberg）是瑞士联邦施维茨州赫弗区的市镇。该市镇面积为17.56平方千米，海拔高度685米，2018年12月31日人口数为5,262。